# 红叶蛾蜡蝉
红叶蛾蜡蝉（Phromnia rosea）是屬於蛾蜡蝉科的一種昆蟲。它分佈於马达加斯加干燥的热带森林中，红叶蛾蜡蝉喜歡群居。 红叶蛾蜡蝉成虫有宽大的粉红色翅膀，若虫没有翅膀，但可以四处走动。